# Ludwigskirche (München)
Nhà thờ giáo xứ Công giáo và Đại học thánh Ludwig ở München, còn được gọi là Ludwigskirche. Nó được xây dựng 1829-1844, là một nhà thờ xây theo kiểu kiến trúc tân Roman với cổng tròn (Rundbogenstil) và có tranh vẽ trên tường bàn thờ (Altarfresko) lớn thứ hai trên thế giới.

## Kiến trúc

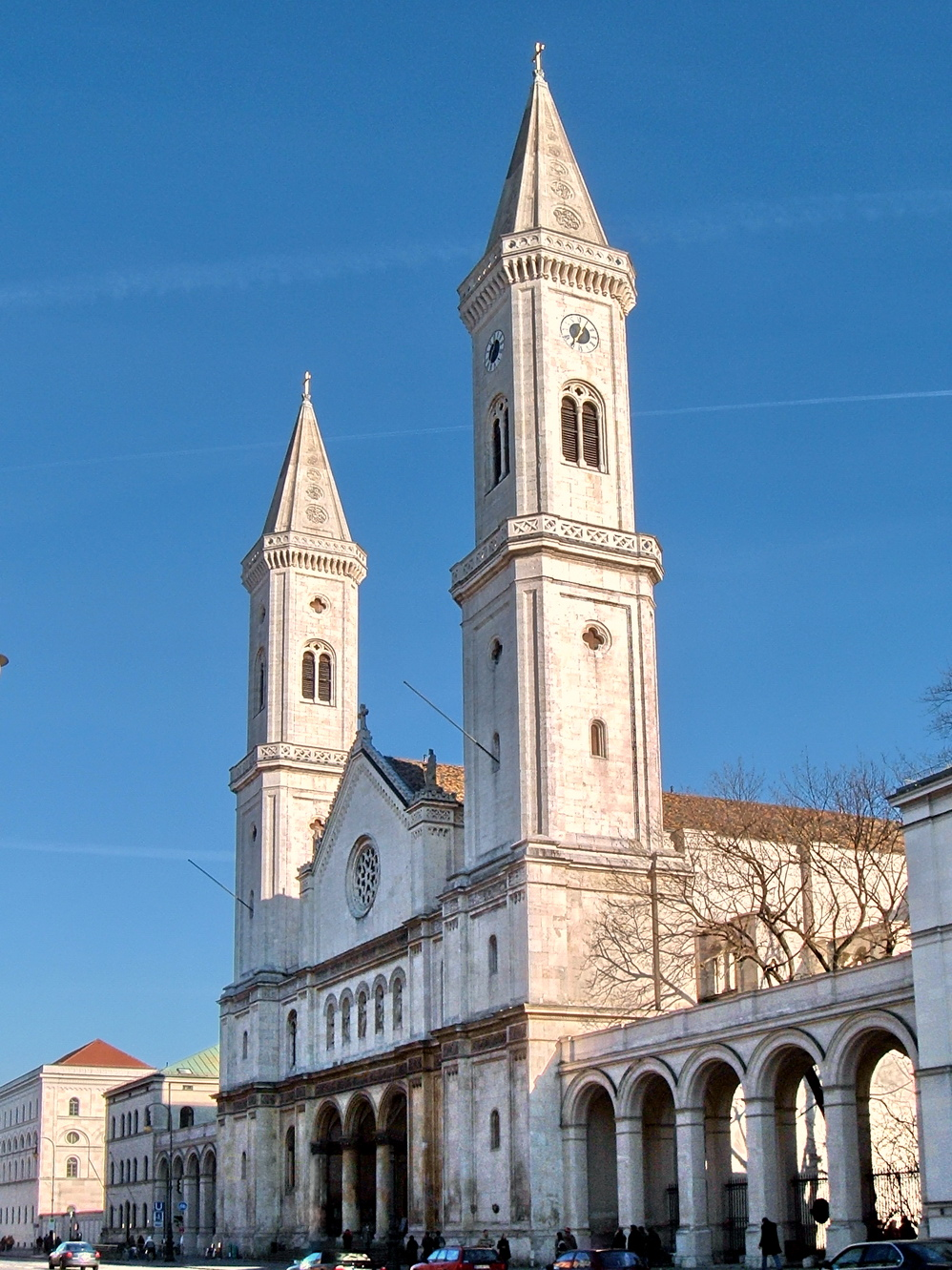
Ludwigskirche

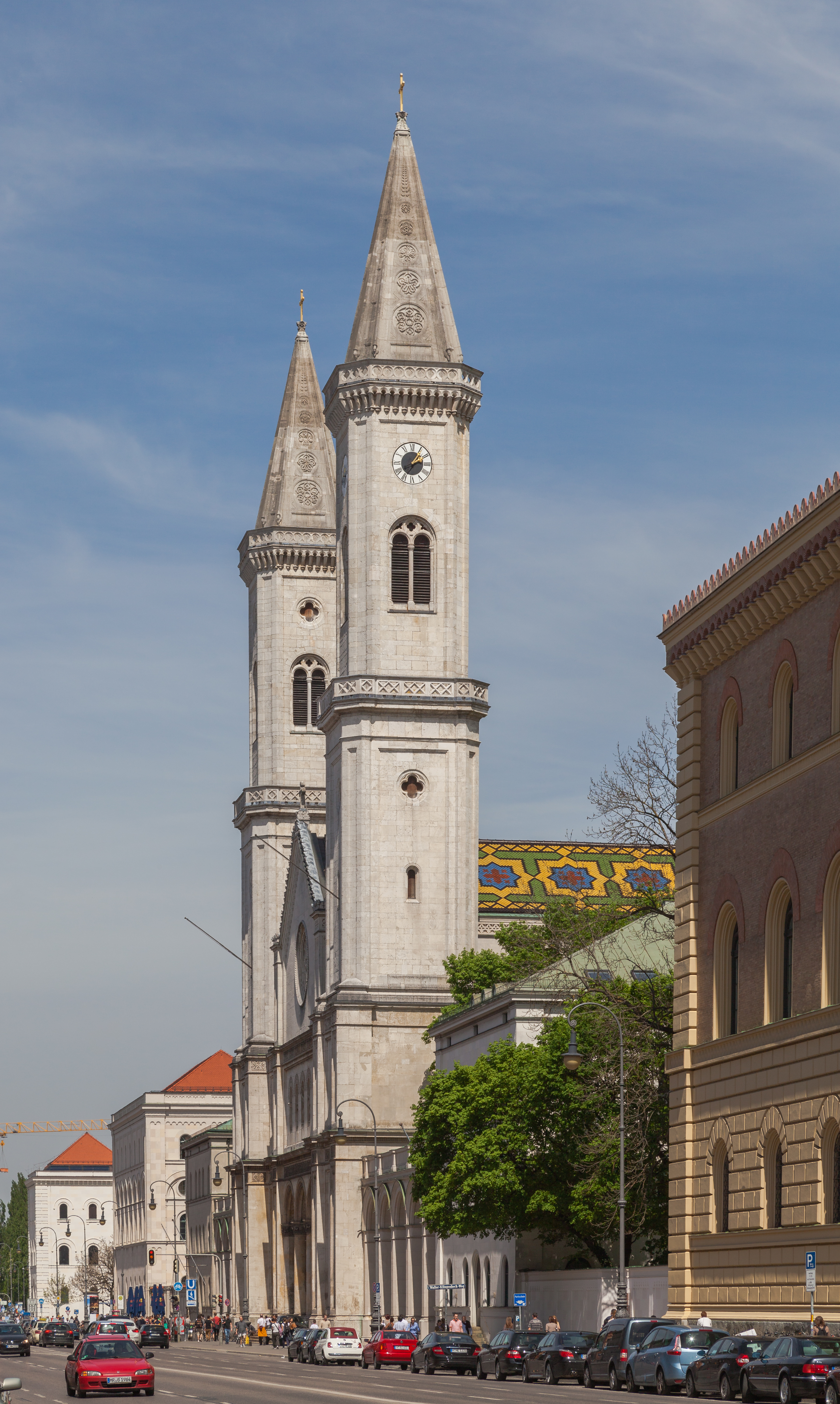
Ludwigskirche, München

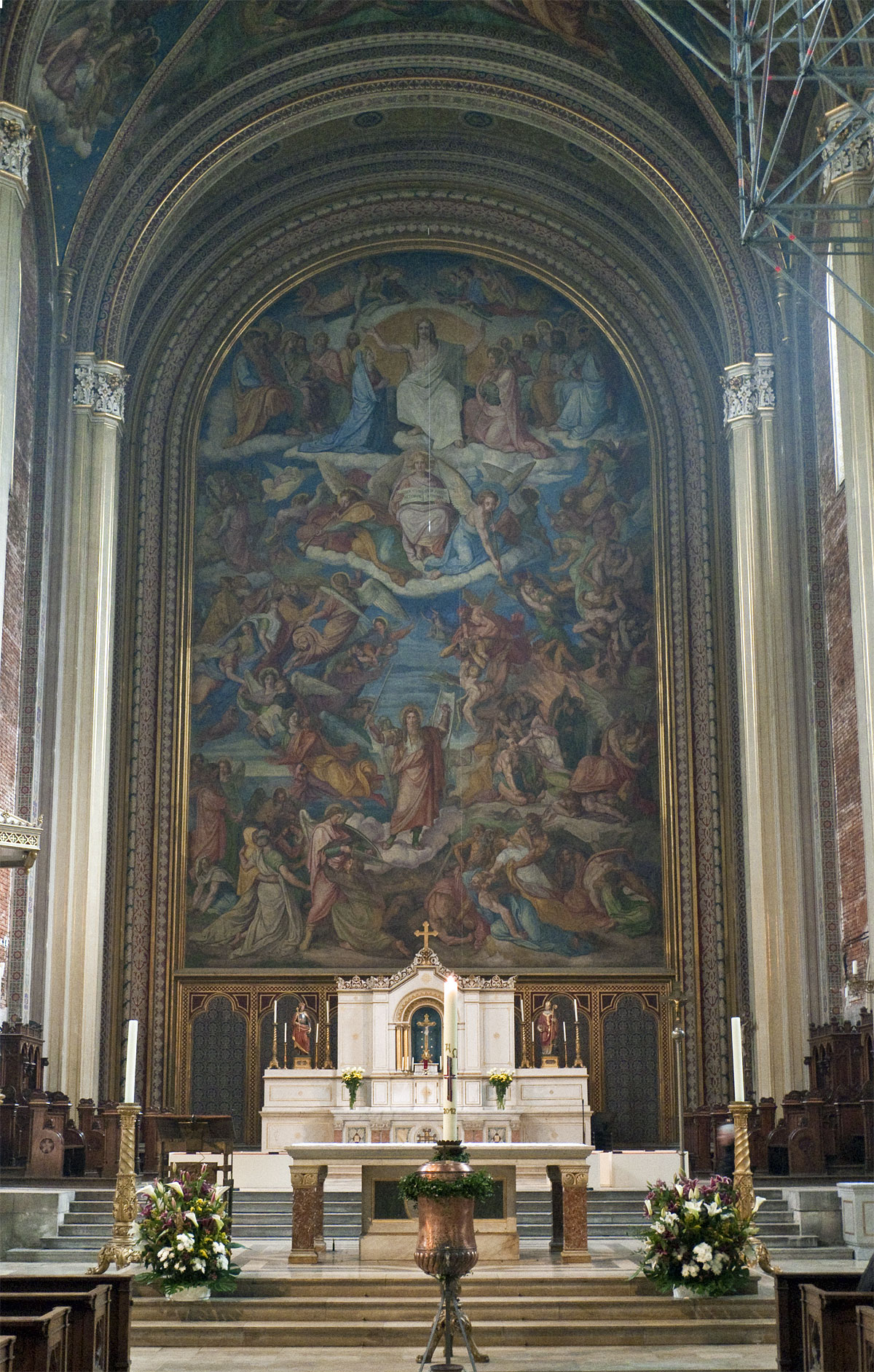
Bích họa bởi Peter von Cornelius

Mặt tiền với hai tòa tháp chuông được xây dựng cho cân bằng với nhà thờ Theatinerkirche, nằm đối diện theo đường chéo. Hoạch định sàn nhà cho thấy nhà thờ được xây như một mô hình cho một vương cung thánh đường Byzantine có 3 lối đi vào tạo thành dạng hình học cơ bản của một chữ T Hy Lạp (một dạng thánh giá cổ). Nhà thờ có chiều dài 60 m và rộng 20 m. Các tòa tháp cao 71 mét và mỗi tháp trang bị với sáu chuông, được đặt tên theo các thánh bổn mạng của gia đình của vua Ludwig. Trong những năm 2007-2009 nóc nhà thờ lại được trang trí kiểu mosaic theo kế hoạch ban đầu.
Các bức bích họa của nhà thờ được tạo ra bởi Peter Cornelius. Chúng có lẽ là một trong những tác phẩm tranh tường quan trọng nhất của thời hiện đại. Bức fresco lớn Phán xét cuối cùng (1836-1840), nằm trên bàn thờ cao. Các bức bích họa khác Đấng Tạo Hóa, Chúa giáng sinh, Sự đóng đinh cũng là những tấm lớn. Nhưng công việc của ông không được nhà vua chấp nhận, và Cornelius rời München trong thời gian ngắn sau đó. Còn tác phẩm điêu khắc Bốn Thánh Sử với Chúa Giêsu được Ludwig von Schwanthaler thiết kế.
Nhà thờ là mô hình cho nhiều nhà thờ khác: như nhà thờ giáo xứ Altlerchenfelder ở Viên, và nhà thờ Congregational Church of the Pilgrims của Richard Upjohn (1844-1846), ở Brooklyn, New York, là nhà thờ đầu tiên theo kiểu Rundbogenstil ở Bắc Mỹ. Tiếp theo đó là Nhà thờ St. George Episcopal cũng ở thành phố New York bởi Charles Bresch, và College Chapel Bowdoin ở Brunswick, Maine....